# Антоновден
Антоновден (Андо̀новден, Лѐлинден) е християнски и български празник, на който се почита паметта на св. Антоний Велики.
Според статистиката на НСИ в периода 2016 – 2020 г. Антоновден е един от най-популярните празници, бивайки и имен ден (носителите на имената Антон, Антония и производни им имена в страната са около 80 хиляди в този период).
Православната църква почита паметта на св. преп. Антоний Велики (наречен така тъй като е считан за основател на християнското монашество) на 17 януари (денят на смъртта му). Смята се, че празнуването на неговия ден предпазва от болести.

## Именици
Първоначалното значение на старото римско родово име Антоний е „безценен, неоценим, който няма цена“.
Като имен ден денят се празнува от:
- мъже - Антон, Антонио, Антоан, Андон, Андуин, Дончо, Донислав, Тончо, Тонко, Тотьо, Тотю.
- жени - Антония, Антоанела, Антоана, Антоанета, Антонина, Андония, Донка, Доника, Донна, Дона,  Донателла, Тоника, Тонка, Тоня, Тони, Тотка.

Някои от имената, чествани на този ден са с по-неопределен (унисекс) характер - Тони, както и само имащи известно сходство - Томас.

## Християнско предание
Свети Антоний е роден през 251 г. в Среден Египет (римската провинция Египет), в семейство на заможни и благочестиви родители-християни, принадлежащи към местното население (копти); осиротява на 20-годишна възраст. 
След смъртта на родителите си, той раздава наследството си на бедните и се оттегля от света (става отшелник). След дългогодишна духовна борба, включваща редица изкушения, на които според легендата е подложен от Сатаната (изкушенията на свети Антоний) постига святост и е удостоен от Бога с дарбата да лекува, както и изобщо да върши чудеса.
Година преди смъртта си участва в дискусия (диспут) с представители на арианството, проведена в град Александрия, Египет. Успехът му в спора с тях е наречен „тържество на християнството“ (само по себе си арианството е окачествено, като ерес още от Първия Вселенски събор през 325 г.; определението "тържество на християнството" е близко по смисъл до по-късното "тържество на православието", но визира различно събитие).
Умира на 105-годишна възраст (през 356 г.), запазвайки телесното си здраве и сила (през почти целия си живот непрекъснато пости).

## Антоновден във фолклора
В българския фолклор св. Антоний и св. Атанас/Атанасий Велики са тясно свързани – смята се, че са двама братя (макар че в действителност не са - Атанасий е роден около 40-50 години след Антоний, чиито родители по това време вече са били отдавна мъртви), причината за което вероятно е, че са съотечественици и че Атанасий е написал житието на Антоний. 
Също така и двамата са считани за ковачи по професия. Антоновден и Атанасовден са един след друг (17 и 18 януари) и се честват като празници на ковачи, железари, ножари и подковачи. По някои места (Поповско) празниците им се означават с общото название „сладки и медени" (във връзка с медените питки, жертвани при някои обреди).
В Пиринско е разпространена легенда, според която всички болести (духовете, под въздействие на които се разпространяват и случват заболяванията, според тези суеверия) се събират на Антоновден, а на следващия ден (Атанасовден) тръгват по хората, т.е. започват да ги преследват и разболяват особено активно.
В Разградско (където празникът е известен и като Лелинден заради табуираното име на чумата – „леля") има обичай 2 медени питки да се дават на съседи, роднини и приятели, а трета питка да се оставя на тавана за чумата („за лелята“, за „боля̀та“, която в този случай е представяна, като зловредно свръхестествено същество). На този ден жените (стопанките занимаващи се с ръчен труд) по традиция не предат и не плетат, предвид вярването, че ако се убодат раната няма да зарасне лесно. Друго поверие, свързано с Антоновден, е че чумата, шарката и „синята пъпка“ (антраксът) биха се разгневили, ако забележат домакините да варят боб или леща на този ден.